# Angelika Buck
Angelika Buck (* 9. Juni 1950 in Ravensburg) ist eine ehemalige deutsche Eiskunstläuferin, die im Eistanz startete. Ihr Eistanzpartner war ihr Bruder Erich Buck.

## Leben
Die Geschwister wurden von Betty Callaway in Oberstdorf trainiert und vertraten den ERV Ravensburg. Von 1968 bis 1973 wurden sie sechsmal in Folge deutsche Eistanzmeister. Ihre ersten bedeutenden internationalen Medaillen gewannen sie 1970 mit Silber bei der Europameisterschaft in Leningrad und Bronze bei der Weltmeisterschaft in Ljubljana. Es waren die ersten Eistanzmedaillen für Deutschland bei Welt- und Europameisterschaften. Ab diesem Zeitpunkt wurden die Bucks die stärksten Konkurrenten des erfolgreichsten Eistanzpaares der Geschichte, Ljudmila Pachomowa und Alexander Gorschkow aus der Sowjetunion. 1971 wurden sie in Zürich Vize-Europameister und in Lyon Vize-Weltmeister.
Bei der Europameisterschaft 1972 in Göteborg gelang es Angelika und Erich Buck als einzigen Eistänzern im Zeitraum von 1970 bis 1976 überhaupt, Pachomowa und Gorschkow zu besiegen. Somit wurden sie die ersten und bis heute einzigen deutschen Europameister im Eistanz. Bei der Weltmeisterschaft 1972 gewannen sie erneut die Silbermedaille, wie auch 1973 bei ihrer letzten Europameisterschaft und ihrer letzten Weltmeisterschaft.
Der von ihnen kreierte Ravensburger Walzer wurde erstmals 1973 bei den deutschen Meisterschaften gezeigt und wurde später zum Pflichttanz.
Angelika Buck studierte in München Sportwissenschaft und Medizin. Sie ist verheiratet und hat zwei Kinder. Sie lebt bei Heilbronn und betreibt ein Gesundheitsstudio.

## Ehrungen und Auszeichnungen
Für ihre sportlichen Leistungen bei der Eistanzweltmeisterschaft in Lyon 1971 erhielt sie – zusammen mit ihrem Bruder und Tanzpartner Erich Buck – das Silberne Lorbeerblatt.

## Ergebnisse

### Eistanz
(mit Erich Buck)
| Wettbewerb / Jahr        | 1965 | 1966 | 1967 | 1968 | 1969 | 1970 | 1971 | 1972 | 1973 |
| ------------------------ | ---- | ---- | ---- | ---- | ---- | ---- | ---- | ---- | ---- |
| Weltmeisterschaften      |      |      | 10.  | 8.   | 5.   | 3.   | 2.   | 2.   | 2.   |
| Europameisterschaften    |      | 13.  |      | 6.   | 4.   | 2.   | 2.   | 1.   | 2.   |
| Deutsche Meisterschaften | 4.   | 2.   | 2.   | 1.   | 1.   | 1.   | 1.   | 1.   | 1.   |